# Bruno Pires
Bruno Manuel Pires Silva, né le 15 mai 1981 à Redondo, est un coureur cycliste portugais. Professionnel de 2002 à 2016, il a notamment été champion du Portugal en 2006.

## Biographie
Fin 2015 il quitte la formation Tinkoff-Saxo et rejoint pour deux ans l'équipe continentale professionnelle suisse Roth-Škoda.

## Palmarès
- 2006
  -  Champion du Portugal sur route
  - Tour de Trás-os-Montes et Haut Douro :
    - Classement général
    - 4e étape

  - 2e du Trophée Joaquim-Agostinho
- 2007
  - 4e étape du Tour de l'Alentejo
  - 4e étape du Grande Prémio Internacional Paredes Rota dos Móveis
  - 3e du Grande Prémio Internacional Paredes Rota dos Móveis
- 2008
  - 4e étape du Tour de l'Alentejo
  - 2e de la Prueba Villafranca de Ordizia
  - 3e du Tour des Asturies
- 2009
  - 2e du Tour du Brésil-Tour de l'État de Sao Paulo
- 2010
  - 2e étape du Tour de l'Alentejo

## Résultats sur les grands tours

### Tour d'Italie
2 participations
- 2011 : non-partant (5e étape) (à la suite du décès de Wouter Weylandt lors de la 3e étape)
- 2013 : 61e

### Tour d'Espagne
1 participation
- 2012 : 97e

## Classements mondiaux
| Année            | 2005 | 2006 | 2007 | 2008 | 2009 | 2010 | 2011 | 2012 | 2013 | 2014 | 2015 |
| ---------------- | ---- | ---- | ---- | ---- | ---- | ---- | ---- | ---- | ---- | ---- | ---- |
| UCI World Tour   |      |      |      |      |      |      | nc   | nc   | nc   | nc   | nc   |
| UCI America Tour |      |      |      |      | 71e  |      |      |      |      |      |      |
| UCI Europe Tour  | 296e | 69e  | 239e | 106e | 575e | -    |      |      |      |      |      |